# NGC 404
NGC 404 ist eine linsenförmige Zwerggalaxie vom Hubble-Typ S0 im Sternbild Andromeda am Nordsternhimmel. Die Galaxie ist etwa 10 Millionen Lichtjahre von der Milchstraße entfernt und hat einen Durchmesser von rund 10.000 Lichtjahren. Das Masse-Licht-Verhältnis beträgt ca. 44 M☉/L☉.
Von der Erde aus gesehen ist NGC 404 nur sieben Bogenminuten vom Stern Mirach (β Andromedae) entfernt, weshalb das Objekt auch als „Geist von Mirach“ bezeichnet wird. 
Obwohl NGC 404 als Mitglied in die lose Galaxiengruppe LGG 11 aufgenommen wurde, ist eine tatsächliche physikalische Bindung an die anderen Mitglieder dieser Gruppe aufgrund der großen Distanz unwahrscheinlich.
Das Objekt wurde am 13. September 1784 von Wilhelm Herschel entdeckt.